# Xinning (köpinghuvudort i Kina, Jiangxi Sheng, lat 29,24, long 115,10)
Xinning är en köpinghuvudort i Kina. Den ligger i provinsen Jiangxi, i den sydöstra delen av landet, omkring 98 kilometer nordväst om provinshuvudstaden Nanchang. Antalet invånare är 85 462. Befolkningen består av 42 935 kvinnor och 42 527 män. Barn under 15 år utgör 19,0 %, vuxna 15-64 år 73 %, och äldre över 65 år 7,0 %.
Runt Xinning är det ganska tätbefolkat, med 100 invånare per kvadratkilometer. Xinning är det största samhället i trakten. I omgivningarna runt Xinning växer i huvudsak blandskog.
Genomsnittlig årsnederbörd är 2 252 millimeter. Den regnigaste månaden är maj, med i genomsnitt 345 mm nederbörd, och den torraste är januari, med 52 mm nederbörd.